# Mostra de Venise 1953

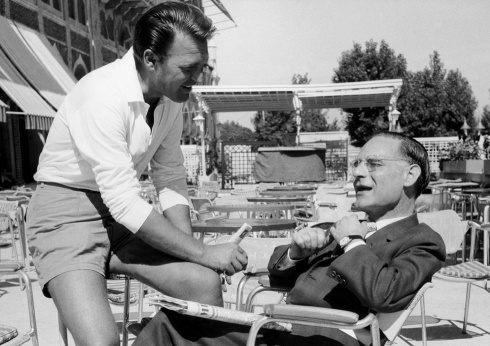
Photographie de Franco Fabrizi et Arturo Lanocita à la Mostra de Venise pour représenter le film Les Vitelloni de Frederico Fellini

La Mostra de Venise 1953 s'est déroulée du 20 août au 4 septembre 1953.
Exceptionnellement le Lion d'or ne fut pas remis cette année, le jury considérant qu'aucun film ne le méritait réellement. C'est la première édition où est attribué le Lion d'argent.

## Jury
- Eugenio Montale (président, Italie), Gaetano Carancini (Italie), Sandro De Feo (Italie), Nino Ghelli (Italie), Gian Gaspare Napolitano (Italie), Luigi Rognoni (Italie), Antonio Petrucci (Italie).

## Films en compétition
- Anni facili de Luigi Zampa
- L'Attente des femmes (Kvinnors väntan) d'Ingmar Bergman
- Le Bon Dieu sans confession de Claude Autant-Lara
- Le Calvaire d'une courtisane (La pasión desnuda) de Luis César Amadori
- Les Contes de la lune vague après la pluie de Kenji Mizoguchi
- Die große Versuchung de Rolf Hansen
- Les Ensorcelés (The Bad and the Beautiful) de Vincente Minnelli
- Fièvre sur Anatahan (Anatahan) de Josef von Sternberg
- Föltámadott a tenger de László Ranódy, Mihály Szemes et Kálmán Nádasdy
- The Four Poster de Irving Reis
- Hommes en détresse (La Guerra de Dios) de Rafael Gil
- Jara gospoda de Bojan Stupica
- La Jeunesse de Chopin (Mlodosc Chopina) d'Aleksander Ford
- Jhansi Ki Rani de Sohrab Modi
- La Moisson (Vozvrashchenie Vasiliya Bortnikova) de Vsevolod Poudovkine
- Moulin Rouge de John Huston
- Napoletani a Milano d'Eduardo De Filippo
- Les Orgueilleux d'Yves Allégret
- Le Petit Fugitif de Raymond Abrashkin, Ruth Orkin et Morris Engel
- Le Port de la drogue (Pickup on South Street) de Samuel Fuller
- Rimski-Korsakov de Guennadi Kazanski et Grigori Rochal
- Sinhá Moça de Tom Payne (en)
- Tajemství krve de Martin Frič
- Le Tour du monde de Sadko (Садко) d'Alexandre Ptouchko
- Thérèse Raquin de Marcel Carné
- Vacances romaines (Roman Holiday) de William Wyler
- Les Vaincus (I vinti) de Michelangelo Antonioni
- Vergiß die Liebe nicht de Paul Verhoeven
- I Vitelloni (Les Vitelloni) de Federico Fellini

## Palmarès
- Lion d'or pour le meilleur film : non décerné
- Lion d'argent : six vainqueurs ex-æquo : Les Contes de la lune vague après la pluie de Kenji Mizoguchi ; I Vitelloni (Les Vitelloni) de Federico Fellini ; Thérèse Raquin de Marcel Carné ; Le Petit Fugitive de Raymond Abrashkin, Ruth Orkin et Morris Engel ; Le Tour du monde de Sadko (Садко) d'Alexandre Ptouchko et Moulin Rouge de John Huston.
- Coupe Volpi de la meilleure interprétation masculine : Henri Vilbert pour Le Bon Dieu sans confession de Claude Autant-Lara
- Coupe Volpi de la meilleure interprétation féminine : Lilli Palmer pour The Four Poster de Irving Reis
- Lion de bronze (prix créé par le jury pour cette édition) : quatre vainqueurs ex-æquo : Hommes en détresse (La Guerra de Dios) de Rafael Gil ; Les Orgueilleux d'Yves Allégret ; Le Port de la drogue de Samuel Fuller et Sinhá Moça de Tom Payne (en).